# Diocèse d'Apartadó
Le diocèse d'Apartadó (en latin : Dioecesis Apartadoënsis ; en espagnol : Diócesis de Apartadó) est un diocèse de l'Église catholique en Colombie, suffragant de l'archidiocèse de Santa Fe de Antioquia.

## Territoire

Il comprend les municipalités d'Acandí, El Carmen del Darién, Riosucio et Unguía du département de Chocó et les municipalités d'Apartadó, Arboletes, Carepa, Chigorodó, Mutatá, Necoclí, San Juan de Urabá, San Pedro de Urabá et Turbo du département d'Antioquia.
Il possède un territoire d'une superficie de 26 000 km2 divisé en 43 paroisses. Le siège épiscopal est dans la ville d'Apartadó où se trouve la cathédrale Notre-Dame-du-Mont-Carmel.

## Historique
Le diocèse est érigé le 18 juin 1988 par la constitution apostolique Quo aptius du pape Jean-Paul II en prenant une partie du territoire du vicariat apostolique de Quibdó (aujourd'hui diocèse de Quibdó)et du diocèse de Antioquia, qui est élevé le même jour au rang d'archidiocèse métropolitain et dont Apartadó devient suffragant.
Le séminaire diocésain est fondé le 8 décembre 1991. L'année suivante voit l'inauguration du sanctuaire de Notre-Dame de la Antigua pour commémorer les 500 ans de l'évangélisation du continent américain.

## Évêques
- Isaías Duarte Cancino (18 juin 1988 - 19 août 1995), nommé archevêque de Cali
- Tulio Duque Gutiérrez, S.D.S (18 mars 1997 - 25 juillet 2001), nommé évêque de Pereira
- Germán Garcia Isaza, C.M (1er mars 2002 - 11 octobre 2006)
- Luis Adriano Piedrahita Sandoval (3 juillet 2007 - 5 août 2014), nommé évêque de Santa Marta
- Hugo Alberto Torres Marín (29 septembre 2015 - 25 janvier 2023), nommé archevêque de Santa Fe
- Carlos Alberto Correa Martínez, depuis le 19 mars 2024